# Natacha Amal
Natacha Amal, född 4 september 1968 i Bryssel, är en belgisk skådespelerska. Fadern är marockan och modern är ryska. 1997 gifte hon sig med Claude Rappe, men paret skildes 2007. 

## Filmografi
- 1989 : Pentimento
- 1989 : Les Clés du paradis
- 1993 : Dracula mon amour
- 1993 : Le Nombril du monde
- 1995 : Dans la cour des grands
- 1997 : Une femme très très très amoureuse
- 1998 : Le Bal masqué
- 1999 : Gialloparma (Scandalous Crimes)
- 1999 : 8½ kvinnor av Peter Greenaway, Giaconda
- 2000 : Voyous voyelles av Serge Meynard, Sandrine
- 2000 : Le Prof

### TV
- 2000 - 2009 : Femmes de Loi
- 1993 - 2006 : Commissaire Moulin
- 2006 : Premier suspect
- 2005 : Mes deux maris
- 2005 : Le Juge
- 2004 : Ariane Ferry
- 2003 : Le bleu de l'océan de Didier Albert, Jeanne
- 2002 : Napoléon
- 2000 : La proie et l'ombre
- 1999 : Les Amazones
- 1999 : Mai con i quadri
- 1998 : Frères et flics
- 1996 : Les chiens ne font pas des chats
- 1995 : Adoption by Philippe Denys
- 1995 : Julie Lescaut
- 1993 : Nestor Burma
- 1991 : Navarro
- 1989 : Bébé express
- 1988 : Morte Fontaine
- 1986 : Gros coeurs

## Externa sidor
- Officiell webbsida